# アダチ宣伝社
アダチ宣伝社（アダチせんでんしゃ、The Adachi Commercial Company）は日本のチンドン屋。本社は福岡県福岡市。

## 概要
1994年に安達ひでやによって設立。前身は、1991年に法人登記された「有限会社たけのうちカルテットミュージック」で、その後「有限会社アダチ宣伝社」に社名変更された。本社所在地は福岡市。主に九州一円・西中国地方を中心に仕事を行っている。現在のメンバーは8人。
チンドン屋の全国大会「全日本チンドンコンクール」（富山市)で優勝したことが4度ある。過去に、パリ・ソウル・釜山・広州・香港・シンガポールでも公演を行った。